# Arthur De Greef (tennisser)
Arthur De Greef (Brussel, 27 maart 1992) is een Belgisch voormalig tennisser en tenniscoach.

## Carrière
De Greef maakte zijn profdebuut in 2010, hij speelde voornamelijk op de lagere reeksen maar behaalde twee overwinningen op challenger-toernooien. In 2017 nam hij deel aan Roland Garros waar hij werd uitgeschakeld in de eerste ronde. De Greef speelde mee in de Belgische ploeg die de finale van de Davis Cup 2017 waar België verloor van Frankrijk.
In februari 2021 nam hij afscheid als tennisser en ging nadien aan de slag als coach van Ysaline Bonaventure. Daar kwam een eind aan in mei 2021 toen hij voorwaardelijk geschorst werd in een onderzoek door het ITIA.
Op 10 november 2023 werd De Greef door de International Tennis Integrity Agency tot en met 26 februari 2025 geschorst en tot een boete van
45.000 dollar (13.500 dollar effectief) veroordeeld wegens matchfixing. Hij had reeds schuld bekend voor de rechtbank van Oudenaarde.
De Greef is een kleinzoon van gewezen Belgisch voetbalbondscoach Guy Thys.

## Palmares
| Legenda               |
| --------------------- |
| Grand Slam            |
| Olympische Spelen     |
| ATP Finals            |
| ATP Tour Masters 1000 |
| ATP Tour 500          |
| ATP Tour 250          |

### Enkelspel
| Nr.                  | Datum           | Toernooi | Ondergrond | Tegenstander in finale | Score         | Details |
| -------------------- | --------------- | -------- | ---------- | ---------------------- | ------------- | ------- |
| gewonnen challengers |                 |          |            |                        |               |         |
| 1.                   | 7 augustus 2016 | Svijany  | Gravel     | Steve Darcis           | 7-6, 6-3      |         |
| 2.                   | 6 mei 2018      | Ostrava  | Gravel     | Nino Serdarušić        | 4-6, 6-4, 6-2 |         |

## Resultaten grote toernooien
| Legenda | Legenda                          |
| ------- | -------------------------------- |
| g.t.    | geen toernooi gehouden           |
| l.c.    | lagere categorie                 |
| –       | niet deelgenomen                 |
| G       | uitgeschakeld in de groepsfase   |
| 1R      | uitgeschakeld in de eerste ronde |
| 2R      | uitgeschakeld in de tweede ronde |
| 3R      | uitgeschakeld in de derde ronde  |
| 4R      | uitgeschakeld in de vierde ronde |
| KF      | uitgeschakeld in de kwartfinale  |
| HF      | uitgeschakeld in de halve finale |
| F       | de finale verloren               |
| W       | het toernooi gewonnen            |
| w-v     | winst/verlies-balans             |

### Enkelspel
| Grandslamtoernooien |     |
| Australian Open     | –   |
| Roland Garros       | 1R  |
| Wimbledon           | –   |
| US Open             | –   |
| Statistieken        |     |
| titels per jaar     | 0   |
| eindejaarsranking   | 178 |